# Tori Griffith
Victoria „Tori“ Michelle Griffith ist eine US-amerikanische Schauspielerin.

## Leben
Griffith ist aschkenasischer jüdischer Abstammung. Ihr Großvater war der Schauspieler und Drehbuchautor James Griffith (1916–1993). Sie wuchs mit zwei Geschwistern auf einer Avocado-Farm, eine Stunde von Los Angeles entfernt, auf. Sie wurden von zu Hause aus unterrichtet. Bereits als Kind interessierte sie sich für die Filmindustrie und beschloss im Alter von zehn Jahren Schauspielerin zu werden, als sie in einem Interview mit Victoria Justice, der Hauptdarstellerin der Nickelodeon-Teen-Sitcom Victorious erfuhr, dass Justice im selben Alter war, als sie mit der Schauspielerei begann. Es folgten erste Mitwirkungen in regionalen Theaterproduktionen, ehe sie ab 2013 in Film- und Fernsehproduktionen mitwirkte.

## Karriere
Nach Mitwirkungen in den Kurzfilmen City of the Lost (2014) und Table Manners (2015), spielte Griffith im selben Jahr in vier Episoden der Fernsehserie The Fergusons als Kailey Ferguson mit. Außerdem gab sie in diesem Jahr ihr Spielfilmdebüt in World of English: Step by Step. In den nächsten Jahren folgten weitere Mitwirkungen in Kurzfilmen, einer Episodenrolle in Get Educated sowie 2016 eine Rolle im Fernsehfilm Finding Fortune. 2022 übernahm sie die weibliche Rolle der Grace im Film Wake Up, der Menschenhandel und deren Zusammenhang mit dem Pflegesystem behandelt. Während ihrer Vorbereitungen auf die Rolle erfuhr sie, dass 60 % der Opfer des Kinderhandels in Pflegefamilien leben und war gerührt, als sie erfuhr, dass viele Zuschauer des Films anschließend Wohltätigkeitsorganisationen unterstützten. Im selben Jahr übernahm sie die Rolle der Chrissy in den beiden Katastrophenfernsehfilmen Super Volcano und Megaquake – Kalifornien am Abgrund. 2023 verkörperte sie erneut dieselbe Rolle im Katastrophenfernsehfilm Ice Storm – Der Beginn einer neuen Eiszeit. Im selben Jahr spielte sie die Titelrolle des Lion-Girl im gleichnamigen Spielfilm.

## Filmografie (Auswahl)
- 2014: City of the Lost (Kurzfilm)
- 2015: Table Manners (Kurzfilm)
- 2015: The Fergusons (Fernsehserie, 4 Episoden)
- 2015: World of English: Step by Step
- 2015: Get Educated (Fernsehserie, Episode 1x01)
- 2015: Any Other Day (Kurzfilm)
- 2015: No More Tomorrows (Kurzfilm)
- 2016: Finding Fortune (Fernsehfilm)
- 2016: Outta Control (Kurzfilm)
- 2016: Lost Girls (Kurzfilm)
- 2019: Princess of the Row
- 2019: Animo: Proxy (Kurzfilm)
- 2020: Glass Darkly
- 2021: Jay Shetty (Fernsehserie, Episode 3x21)
- 2022: Wake Up
- 2022: Super Volcano (Fernsehfilm)
- 2022: Megaquake – Kalifornien am Abgrund (20.0 Megaquake, Fernsehfilm)
- 2022: Secrets in the Building
- 2023: Ice Storm – Der Beginn einer neuen Eiszeit (Ice Storm, Fernsehfilm)
- 2023: Lion-Girl
- 2023: Toxicity (Kurzfilm)
- 2024: Bau – Artist at War
- 2024: Elkhorn (Fernsehserie, 7 Episoden)